# 세라 보츠퍼드
세라 보츠퍼드(영어: Sara Botsford, 1951년 4월 8일~)는 캐나다의 배우, 각본가, 영화 제작자, 영화 감독이다.

## 작품 목록

### 영화 출연
- The Fighting Men (1977)
- Crossbar (1979)
- 공포의 눈동자 (1982)
- 살의의 향기 (1982)
- 리갈 이글 (1986)
- 위기의 암호명 (1986)
- 너에겐 내일이 없다 (1989, The Gunrunner)
- My Breast (1994)
- The Fixer (1998)
- 진실을 위하여 (1999, Our Guys: Outrage at Glen Ridge)
- 불가사리 4 (2004)
- 더 포그 (2005) - 캐시 윌리엄스 역
- 리버 (2015, River)
- 빨간 머리 앤(영어판) (2016, L.M. Montgomery's Anne of Green Gables)

### 영화 연출
- Dead Innocent (1997)

### 텔레비전 출연
- 가이딩 라이트 (1984)
- 애즈 더 월드 턴즈 (1988)
- E.N.G. (1989-94)
- Sophie (2008-09)